# 撫清之戰
撫順、清河堡之戰，是後金於1618年發動入侵明朝遼東半島一帶領土的戰爭。自此開始了於遼東一帶後金（清朝）與明朝之間長達二十六年的戰爭。

## 戰事經過
萬曆四十六年（1618年）四月十三日，建州左衞都督努爾哈赤宣布脫離明朝統治，並以「七大恨」誓師，歷數大明朝廷對建州女真的七大罪狀以及向明朝宣戰。以後便出兵偷襲遼東各堡，四月十五日，連陷撫順、東州、馬根單、撫安堡等地，東州守將李弘祖戰死，馬根丹守備李大成被俘。撫順游擊李永芳與中军赵一鹤等及五百守軍乞降於後金，范文程兄弟亦投降後金，撫順守備王命印、把總王學道、唐鑰順等拒降而戰死殉國。遼東巡撫李維翰急命廣寧總兵張承胤、遼陽副總兵顧廷相、海州參將蒲世芳、游擊梁汝貴率軍前往救援，於四月二十一日遭後金軍反擊而大敗，明軍陣亡3158人，僅三百餘人逃回。。戰後，明朝立即派援遼遊擊將軍張旆率領五千兵馬支援清河。七月二十日，後金軍攻入鴉鶻關（今遼寧省新賓滿族自治縣葦子峪鎮），七月二十二日，攻佔清河堡（今遼寧本溪），清河副總兵鄒儲賢、游擊張旆、守備張雲程戰死，清河守軍達六千四百餘人覆沒。驻扎在叆阳的参将贺世贤听闻清河有变，疾驰出塞，破后金一栅，击杀百余人。
此役擄掠人畜三十萬，獲馬九千匹、甲七千副。抚顺、清河的失陷，致使全遼震動。

## 後續
此役終於令到明朝廷君臣上下正視建州女真。並引發日後的薩爾滸之戰。